# K.k. Südliche Staatsbahn
La Imperial-Regia Ferrovia Statale Meridionale (tedesco: K.k. Südliche Staatsbahn; acronimo: SStB) è stata una compagnia ferroviaria dell'Impero austro-ungarico, che ha realizzato il collegamento ferroviario tra Vienna e Trieste. La rete SStB comprendeva la tratta Gloggnitz-Mürzzuschlag-Graz- Marburg an der Drau-Cilli-Lubiana-Trieste.

## Storia
Inizialmente la costruzione venne avviata dalla Wien-Raaber Eisenbahn-Gesellschaft. I lavori vennero avviati nel 1839 e il 5 maggio 1842 venne inaugurato il servizio tra Vienna e Gloggnitz. Dal 1º maggio 1851, la SStB rilevò l'operazione. La prima sezione Mürzzuschlag-Graz venne inaugurata il 21 ottobre 1844, la Semmeringbahn, tra Gloggnitz e Mürzzuschlag venne inaugurata il 17 luglio 1854. Con il completamento dell'ultima tratta tra Lubiana e Trieste, il 27 luglio 1857 venne stabilito il collegamento tra Vienna e Trieste e alla presenza dell'Imperatore austriaco Francesco Giuseppe fu inaugurata la stazione di Trieste Centrale capolinea della linea ferroviaria Trieste – Vienna, progettata dall'ingegner Carlo Ghega.
Il 23 settembre 1858, la SStB venne privatizzata e ceduta all'Imperial regia privilegiata società delle ferrovie meridionali (in tedesco: Kaiserlich königliche privilegierte Südbahngesellschaft), nota storicamente come Südbahn, che diede anche il nome Ferrovia Meridionale alla lunga linea ferroviaria, battezzata originariamente come linea dell'arciduca Giovanni d'Asburgo-Lorena.